# Graissessac
Graissessac – miejscowość i gmina we Francji, w regionie Oksytania, w departamencie Hérault.
Według danych na rok 1990 gminę zamieszkiwało 687 osób, a gęstość zaludnienia wynosiła 68 osób/km² (wśród 1545 gmin Langwedocji-Roussillon Graissessac plasuje się na 432. miejscu pod względem liczby ludności, natomiast pod względem powierzchni na miejscu 752.).